# Warda Turki
Warda Turki est une femme politique tunisienne, membre de l'assemblée constituante élue le 23 octobre 2011.
Elle représente le parti islamiste Ennahdha dans la première circonscription de Tunis.

## Biographie
Elle effectue ses études primaires à Hammamet puis ses études secondaires à Nabeul, avant d'étudier la médecine en 1980 et de se spécialiser en psychiatrie en 1985.
Par la suite, elle travaille à l’hôpital Razi et part en retraite anticipée pour ouvrir un cabinet privé, fermé à la suite de l'élection de l'assemblée constituante, survenue le 23 octobre 2011.
N'ayant pas d'activités politiques avant la révolution de 2011, elle rejoint le mouvement islamiste Ennahdha et remplace Mohamed Habib Marzouki, lorsque celui-ci démissionne de l'assemblée constituante le 6 mars 2013.